# 千葉県道30号飯岡一宮線

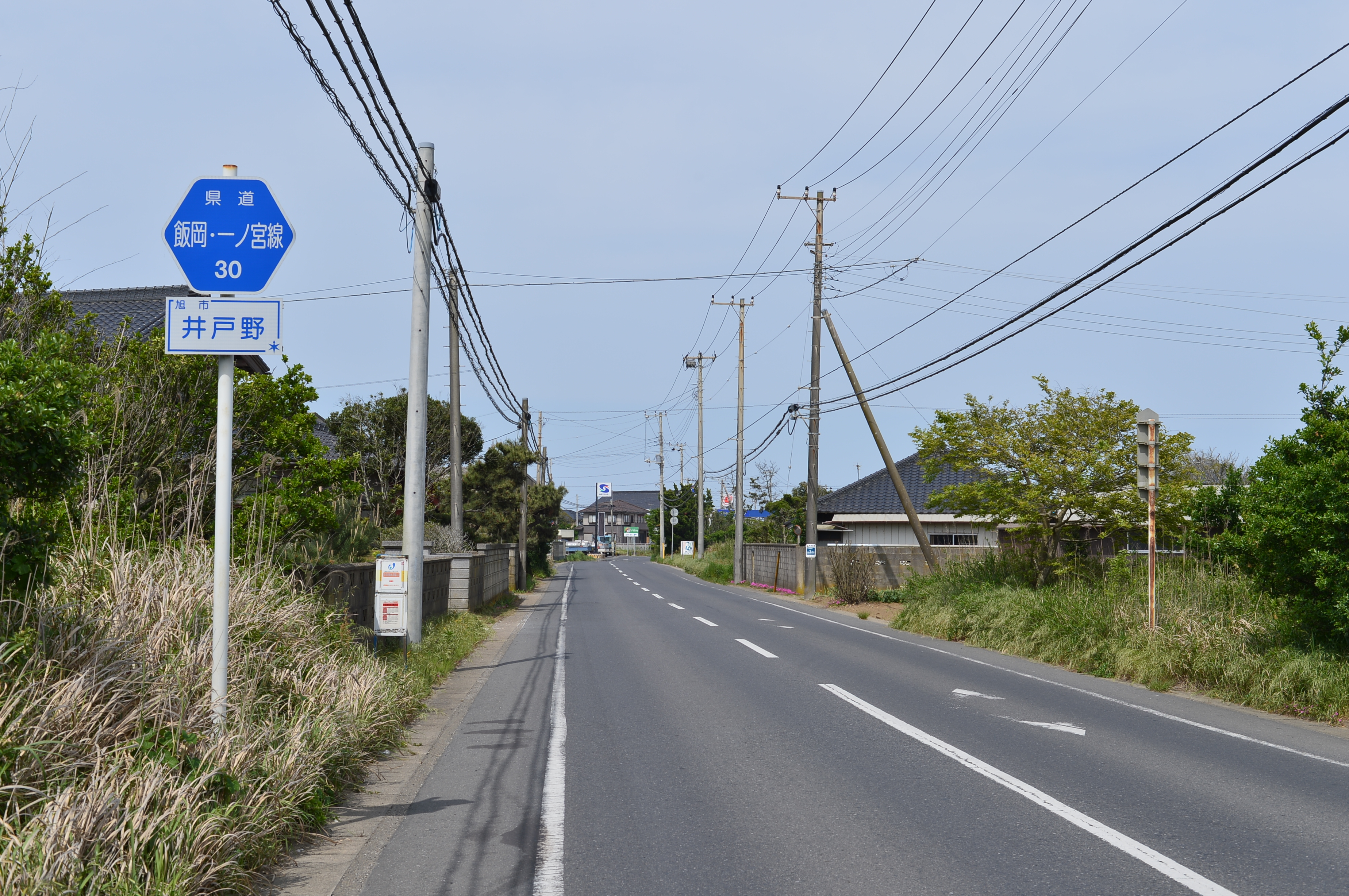
千葉県道30号飯岡一宮線
旭市井戸野（2015年5月）
旧式の路線名標識には、「飯岡・一ノ宮線」の記載が見られる。

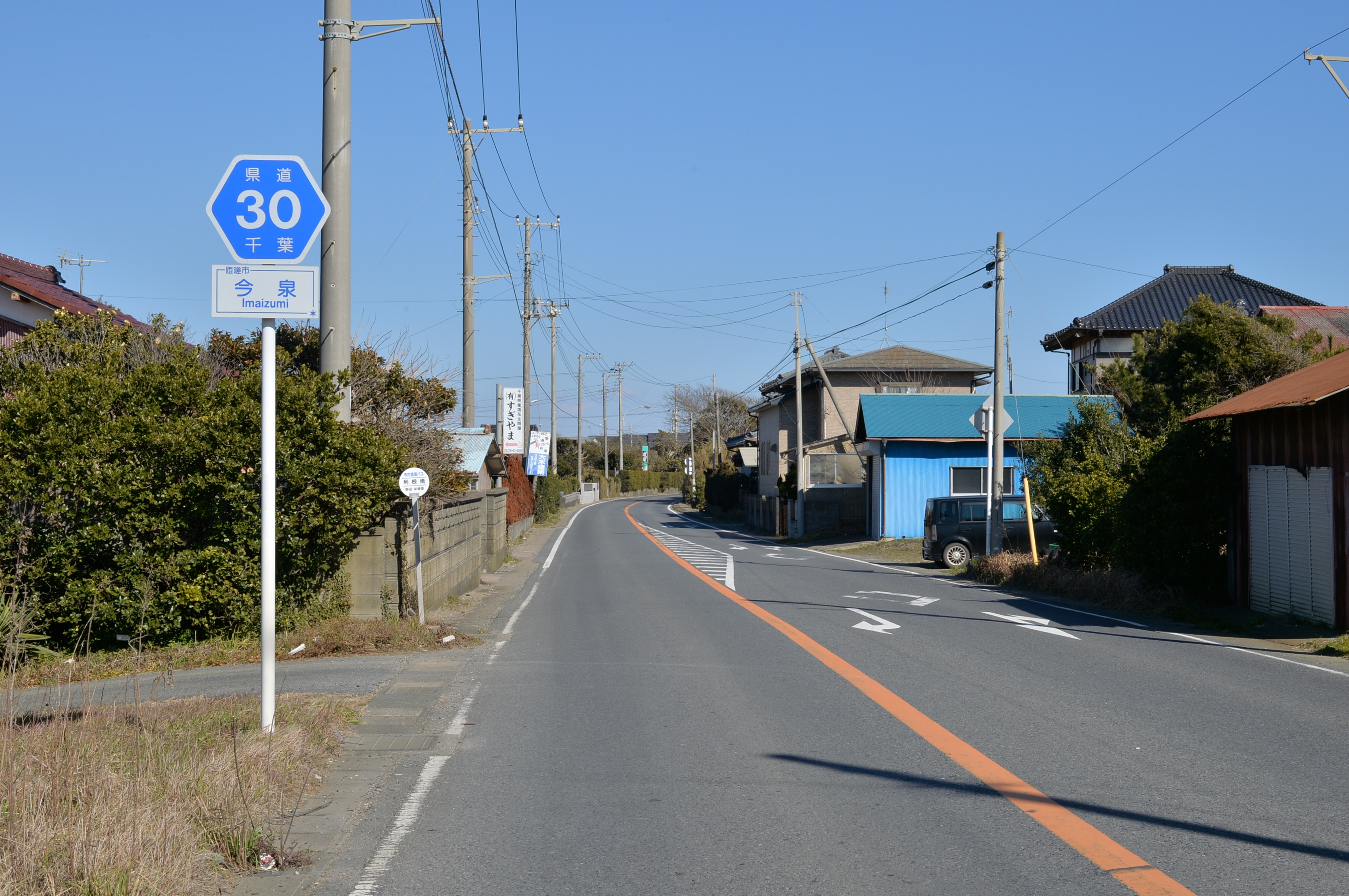
千葉県道30号飯岡一宮線
匝瑳市今泉（2015年2月）

千葉県道30号飯岡一宮線（ちばけんどう30ごう いいおかいちのみやせん）は、千葉県旭市から長生郡一宮町に至る県道（主要地方道）である。九十九里ビーチラインの愛称を持つ。

## 概要
千葉県旭市下永井の飯岡バイパス東の国道126号との分岐を起点とし、長生郡一宮町東浪見の国道128号との交点を終点とする全長約60kmの長距離路線で、九十九里浜沿いの最も海岸線よりにある県道である。1988年度に制定された千葉県道路愛称名では九十九里ビーチラインの愛称が千葉県により制定された。

### 路線データ
- 起点：千葉県旭市八木（飯岡バイパス東＝国道126号交点）
- 終点：千葉県長生郡一宮町東浪見（東浪見交差点＝国道128号交点）
- 総延長：*.* km（海匝土木事務所管内：*.* km、山武土木事務所管内：*.* km、長生土木事務所管内：*.* km）
- 重用延長：*.* km（海匝土木事務所管内：*.* km、山武土木事務所管内：*.* km、長生土木事務所管内：*.* km）
- 実延長：*.* km（海匝土木事務所管内：*.* km、山武土木事務所管内：*.* km、長生土木事務所管内：17.940 km[3]）

## 路線状況

### 愛称
- 九十九里ビーチライン

### 道路施設
- 新川大橋（新川、匝瑳市長谷）
匝瑳市長谷を流れる新川を渡河する橋長63.4m、幅員11.5m（2車線+片側歩道）の5径間PC連続箱桁構造の橋梁。旧橋は1962年（昭和37年）に架設されて以来、経年劣化による耐震及び耐荷力の低下により架け替え工事が行われ、2015年（平成27年）に現橋が開通した[4]。
- 屋形橋（栗山川、横芝光町木戸 - 同町屋形）
- 旭橋（南白亀川、白子町剃金 - 同町古所）
- 新一宮橋（一宮川、一宮町新地）

## 地理

### 通過する自治体
- 千葉県
  - 旭市 - 匝瑳市 - 山武郡横芝光町 - 山武市 - 同郡九十九里町 - 大網白里市 - 長生郡白子町 - 同郡長生村 - 同郡一宮町

### 交差する道路
- 国道126号（旭市八木、飯岡バイパス東、起点）
- 千葉県道122号飯岡片貝線（旭市萩園）
- 千葉県道35号旭停車場線（旭市足川浜）
- 千葉県道299号平和共興線（匝瑳市吉崎浜）
- 千葉県道48号八日市場野栄線（匝瑳市野手浜）
- 千葉県道49号八日市場栄線（匝瑳市堀川浜）
- 千葉県道108号横芝停車場白浜線（山武郡横芝光町木戸浜）
- 千葉県道78号横芝上堺線（山武郡横芝光町屋形）
- 千葉県道58号松尾蓮沼線（山武市蓮沼中下）
- 千葉県道121号成東鳴浜線（山武市本須賀海岸）
- 千葉県道25号東金片貝線（山武郡九十九里町片貝）
- 九十九里有料道路（片貝IC - 一宮ICまで並行）
- 千葉県道75号東金豊海線（山武郡九十九里町豊海）
- 千葉県道83号山田台大網白里線（大網白里市南今泉）
- 千葉県道31号茂原白子線（長生郡白子町古所）
- 千葉県道84号茂原長生線（長生郡長生村一松）
- 長生いきいきロード（長生郡長生村城之内）
- 国道128号（長生郡一宮町東浪見、東浪見交差点、終点）